# Erkesija
Die Erkesija (bulgarisch Еркесия) oder Altbulgarischer Grenzwall war ein mittelalterlicher Grenzwall an der bulgarisch-byzantinischen Grenze und ist heute Kulturdenkmal von nationaler Bedeutung. Die Erkesija wurde im Auftrag des bulgarischen Herrschers Krum im 9. Jahrhundert errichtet und reichte vom heutigen Burgas am Schwarzen Meer bis Simeonowgrad am Fluss Mariza. Ihre Länge betrug ca. 140 Kilometer. Der Grenzwall teilte sich kurz vor Pirgos, und seine Teilstücke erreichten das Ufer der heutigen Burgas- und Mandraseen.
Der Grenzwall war bis 1890 vollständig erhalten und wurde in der Franzisco-Josephinischen Landesaufnahme eingezeichnet (siehe Verlaufskarten unten). Heute sind mehrere gut erhaltene Stücke auf der Gesamtlänge dokumentiert, eins davon zwischen dem archäologischen Reservat Deultum und dem Stadtviertel von Burgas Gorno Eserowo.

## Verlauf
Die Erkesija beginnt am linken Ufer der Mariza, folgt nordwärts dem Lauf des Flusses Sazlijka an dessen linkem östlichen Ufer, zieht dann (nach einem Knick nördlich von Obrutschischte) gradlinig in nordöstlicher Richtung an Widinzi vorbei und kreuzt bei Tenewo die Tundscha und in der Folge das Hügelland Bakadschizite. Am nordöstlichen Hang der Bakadschizite wendet der Grenzwall zunächst in östlicher Richtung, verläuft zwischen Bogorowo und Parwenez, südlich von Schitoswjat und in südöstlicher Richtung am südlichen Ufer des Flusses Russokastrenska bis zur Stadt Deultum. Von dort aus teilt sich der Erkesija-Wall in zwei Arme und erreicht das westliche Ufer des Mandra-Sees bei der Einmündung des Flusses Mandrenska, beziehungsweise das südliche Ufer des Burgas-Sees bei Gorno Eserowo.
Bei Ljulin, nahe dem Knick östlich der Bakadschizite, liegt die bogenförmig von dem Wall südwärts vorspringende Befestigungsanlage Ziganska Erkesija. Zwischen Deultum und dem Burgas-See befand sich die Festung Russokastro.

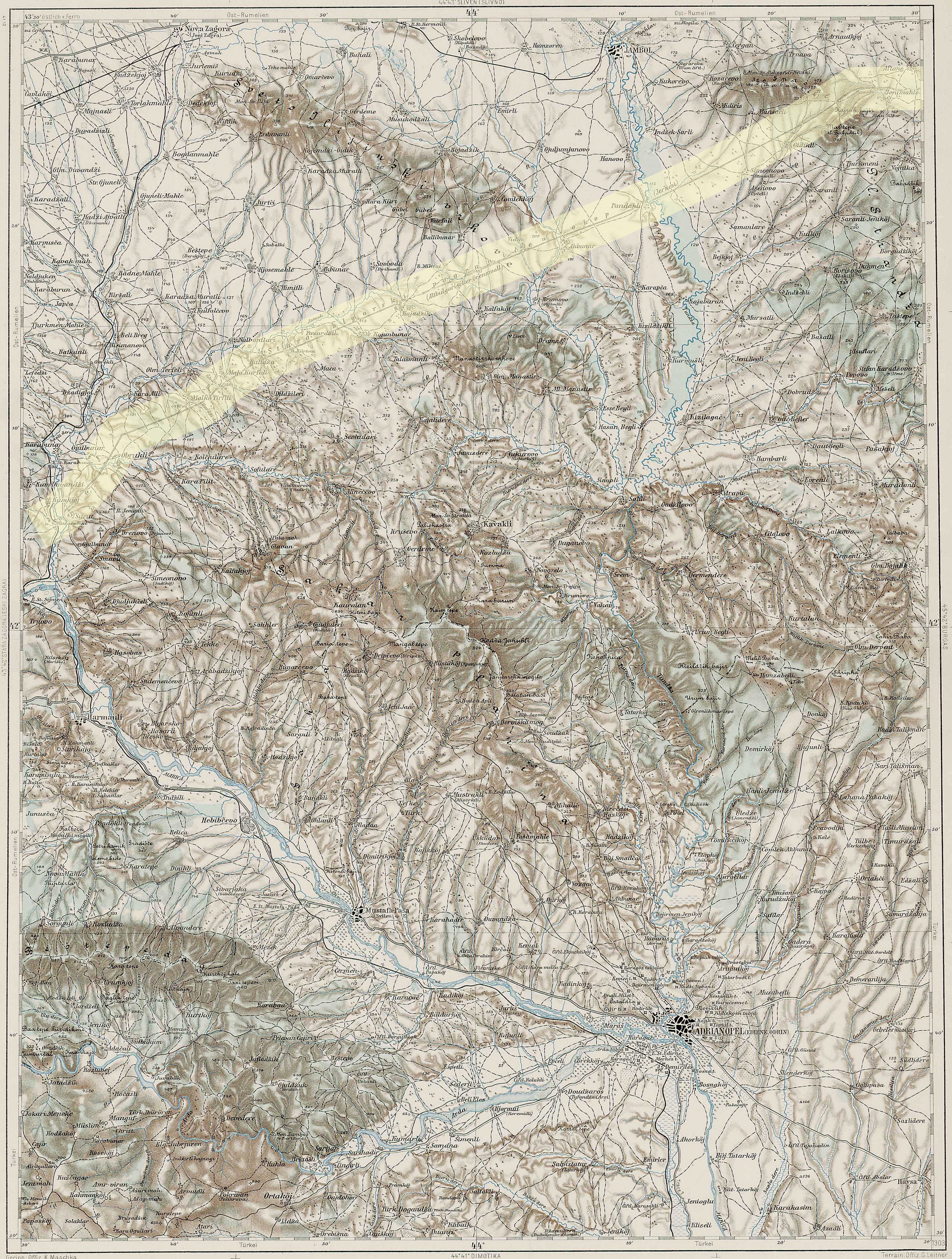
Verlauf der Erkesija
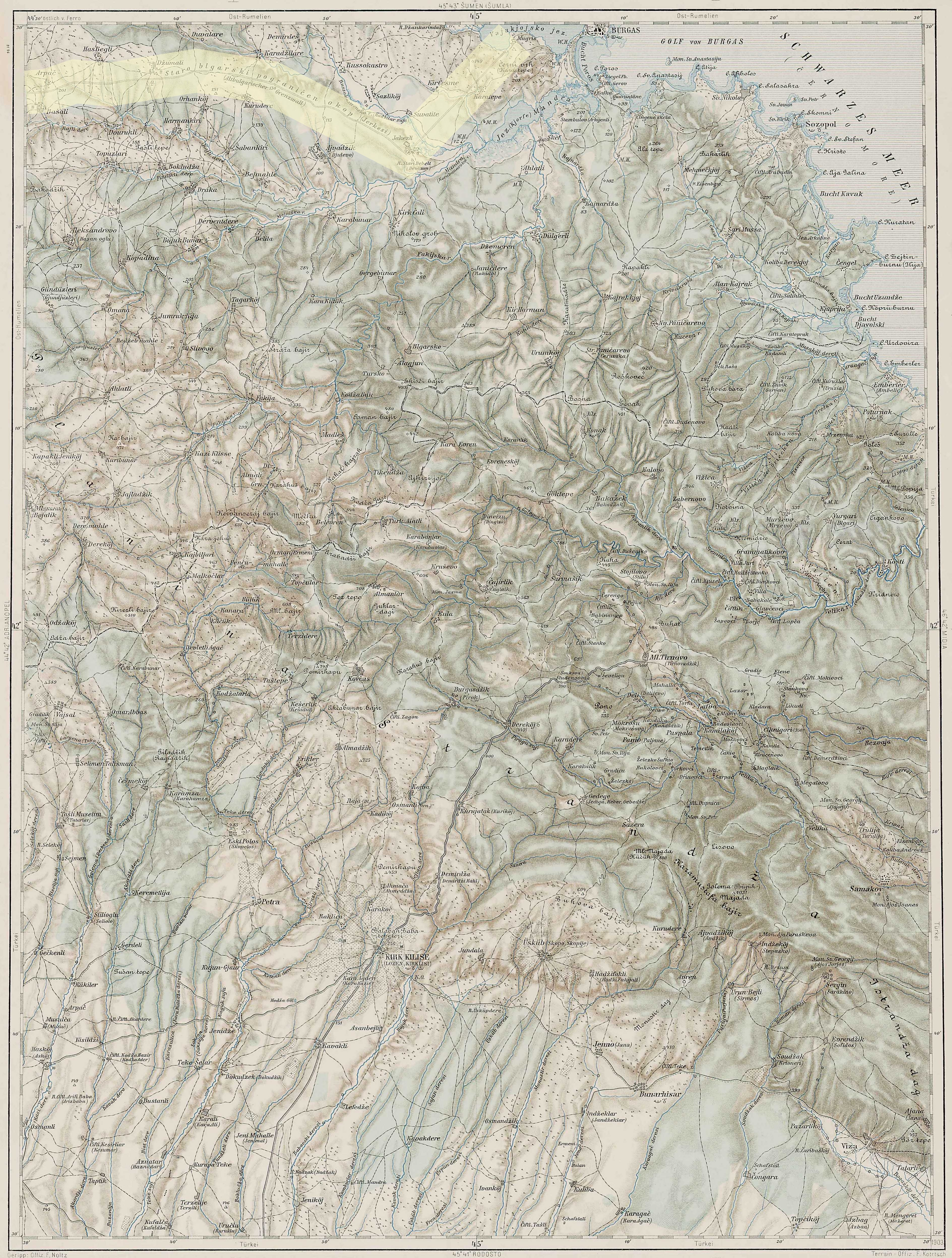
Verlauf der Erkesija
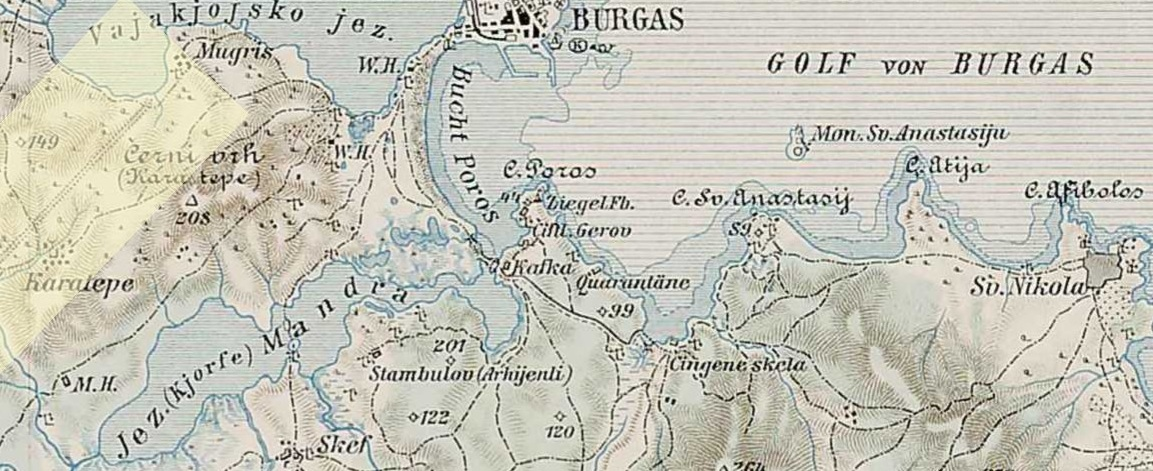
Die Erkesija (Gelb) bei Burgas